# Temporada 1994 del Campeonato Mundial de Rally
La temporada 1994 fue la edición 22º del Campeonato Mundial de Rally. Comenzó el 22 de enero con el Rally de Montecarlo y finalizó el 23 de noviembre en el Rally de Gran Bretaña.

## Calendario
| Ronda | Fecha                    | Rally                  |
| ----- | ------------------------ | ---------------------- |
| 1     | 22–27 de enero           | Rally de Montecarlo    |
| 2     | 1–4 de marzo             | Rally de Portugal      |
| 3     | 31 de marzo - 3 de abril | Rally Safari           |
| 4     | 5–7 de mayo              | Rally de Córcega       |
| 5     | 29-31 de mayo            | Rally Acrópolis        |
| 6     | 30 de junio - 2 de julio | Rally de Argentina     |
| 7     | 29–31 de julio           | Rally de Nueva Zelanda |
| 8     | 26-28 de agosto          | Rally de Finlandia     |
| 9     | 9-12 de octubre          | Rally de San Remo      |
| 10    | 20–23 de noviembre       | Rally de Gran Bretaña  |

## Equipos
| Equipo                      | Constructor | Vehículo                | Neumático | Piloto                | Copiloto            | Rondas          |
| --------------------------- | ----------- | ----------------------- | --------- | --------------------- | ------------------- | --------------- |
| Toyota Castrol Team         | Toyota      | Celica Turbo 4WD        | Michelin  | Juha Kankkunen        | Nicky Grist         | 1-8             |
| Toyota Castrol Team         | Toyota      | Celica GT-Four          | Michelin  | Juha Kankkunen        | Nicky Grist         | 9-10            |
| Toyota Castrol Team         | Toyota      | Celica Turbo 4WD        | Michelin  | Didier Auriol         | Bernard Occelli     | 1-10            |
| Toyota Castrol Team         | Toyota      | Celica Turbo 4WD        | Michelin  | Andrea Aghini         | Sauro Farnocchia    | 2, 4            |
| Toyota Castrol Team         | Toyota      | Celica Turbo 4WD        | Michelin  | Ian Duncan            | David Williamson    | 3               |
| Toyota Castrol Team         | Toyota      | Celica Turbo 4WD        | Michelin  | Yoshio Fujimoto       | Hakaru Ichino       | 3               |
| Toyota Castrol Team         | Toyota      | Celica Turbo 4WD        | Michelin  | Yoshio Fujimoto       | Arne Hertz          | 5, 7, 10        |
| Toyota Castrol Team         | Toyota      | Celica Turbo 4WD        | Michelin  | Marcus Grönholm       | Voitto Silander     | 8               |
| 555 Subaru World Rally Team | Subaru      | Impreza 555             | Pirelli   | Carlos Sainz          | Luis Moya           | 1-2, 4-10       |
| 555 Subaru World Rally Team | Subaru      | Impreza 555             | Pirelli   | Colin McRae           | Derek Ringer        | 1-2, 4-10       |
| 555 Subaru World Rally Team | Subaru      | Impreza WRX             | Pirelli   | Patrick Njiru         | Abdul Sidi          | 3               |
| 555 Subaru World Rally Team | Subaru      | Impreza WRX             | Pirelli   | Richard Burns         | Robert Reid         | 3               |
| 555 Subaru World Rally Team | Subaru      | Impreza 555             | Pirelli   | Richard Burns         | Robert Reid         | 7, 10           |
| 555 Subaru World Rally Team | Subaru      | Impreza 555             | Pirelli   | Peter 'Possum' Bourne | Tony Sircombe       | 7               |
| Ford Motor Company          | Ford        | Ford Escort RS Cosworth | Michelin  | Miki Biasion          | Tiziano Siviero     | 1-2, 4-7, 9-10  |
| Ford Motor Company          | Ford        | Ford Escort RS Cosworth | Michelin  | François Delecour     | Daniel Grataloup    | 1-2, 8-10       |
| Ford Motor Company          | Ford        | Ford Escort RS Cosworth | Michelin  | Bruno Thiry           | Stépahne Prévot     | 1-2, 4, 6, 8-10 |
| Ford Motor Company          | Ford        | Ford Escort RS Cosworth | Michelin  | Alex Fiorio           | Vittorio Brambilla  | 2               |
| Ford Motor Company          | Ford        | Ford Escort RS Cosworth | Michelin  | Gianfranco Cunico     | Stefano Evangelisti | 4               |
| Ford Motor Company          | Ford        | Ford Escort RS Cosworth | Michelin  | Malcolm Wilson        | Bryan Thomas        | 5, 10           |
| Ford Motor Company          | Ford        | Ford Escort RS Cosworth | Michelin  | Ari Vatanen           | Fabrizia Pons       | 5-8, 10         |
| Ford Motor Company          | Ford        | Ford Escort RS Cosworth | Michelin  | Tommi Mäkinen         | Seppo Harjanne      | 8               |
| Ford Motor Company          | Ford        | Ford Escort RS Cosworth | Michelin  | Stig Blomqvist        | Benny Melander      | 10              |
| Mitsubishi Ralliart Europe  | Mitsubishi  | Lancer Evo I            | Michelin  | Armin Schwarz         | Klaus Wicha         | 1               |
| Mitsubishi Ralliart Europe  | Mitsubishi  | Lancer Evo II           | Michelin  | Armin Schwarz         | Klaus Wicha         | 5, 7, 9         |
| Mitsubishi Ralliart Europe  | Mitsubishi  | Lancer Evo I            | Michelin  | Kenneth Eriksson      | Staffan Parmader    | 1               |
| Mitsubishi Ralliart Europe  | Mitsubishi  | Lancer Evo II           | Michelin  | Kenneth Eriksson      | Staffan Parmader    | 5, 7            |
| Mitsubishi Ralliart Europe  | Mitsubishi  | Lancer Evo II           | Michelin  | Tommi Mäkinen         | Seppo Harjanne      | 9               |
| Mitsubishi Ralliart Europe  | Mitsubishi  | Lancer Evo I            | Michelin  | Kenjiro Shinozuka     | Pentti Kuukkala     | 3               |

## Resultados

### Campeonato de Pilotos
| N.º | Piloto              | MON | POR | KEN | FRA | GRE | ARG | NZL | FIN | ITA | GBR | Total |
| --- | ------------------- | --- | --- | --- | --- | --- | --- | --- | --- | --- | --- | ----- |
| 1.  | Didier Auriol       | Ret | 2   | 3   | 1   | Ret | 1   | 5   | 2   | 1   | 6   | 116   |
| 2.  | Carlos Sainz        | 3   | 4   |     | 2   | 1   | 2   | Ret | 3   | 2   | Ret | 99    |
| 3.  | Juha Kankkunen      | 2   | 1   | Ret | 4   | 3   | Ret | 2   | 9   | 7   | 2   | 93    |
| 4.  | Colin McRae         | 10  | Ret |     | Ret | DES | Ret | 1   |     | 5   | 1   | 49    |
| 5.  | Bruno Thiry         | 6   | Ret |     | 6   |     | 4   |     | Ret | 4   | 3   | 44    |
| 6.  | Miki Biasion        | 4   | 3   |     | 5   | Ret | Ret | Ret |     | 3   | Ret | 42    |
| 7.  | Armin Schwarz       | 7   |     |     |     | 2   |     | 3   |     | Ret |     | 31    |
| 8.  | François Delecour   | 1   | Ret |     |     |     |     |     | 4   | Ret | DES | 30    |
| 9.  | Ari Vatanen         |     |     |     |     | 5   | 3   | Ret | Ret |     | 5   | 28    |
| 10. | Tommi Mäkinen       |     | Ret |     |     |     |     |     | 1   | Ret | 9   | 22    |
| 11. | Ian Duncan          |     |     | 1   |     |     |     |     |     |     |     | 20    |
| 12. | Kenneth Eriksson    | 5   |     |     |     | Ret |     | 4   |     |     |     | 18    |
| 13. | Kenjiro Shinozuka   |     |     | 2   |     |     |     |     |     |     |     | 15    |
| 14. | Andrea Aghini       |     | Ret |     | 3   |     |     |     |     | Ret |     | 12    |
| 15. | Patrick Njiru       |     |     | 4   |     |     |     |     |     |     |     | 10    |
| 15. | Alex Fiorio         |     | Ret |     |     | 4   |     |     |     |     |     | 10    |
| 15. | Stig Blomqvist      |     |     |     |     |     |     |     |     |     | 4   | 10    |
| 18. | Rudi Stohl          |     |     | 6   |     |     | 7   |     |     |     |     | 10    |
| 19. | Fernando Peres      |     | 5   |     |     |     |     |     |     |     |     | 8     |
| 19. | Richard Burns       |     |     | 5   |     |     |     | Ret |     |     | Ret | 8     |
| 19. | Jorge Recalde       |     | Ret |     | 17  |     | 5   | Ret | Ret | 16  |     | 8     |
| 19. | Marcus Grönholm     |     |     |     |     |     |     |     | 5   |     |     | 8     |
| 19. | Malcolm Wilson      |     |     |     |     | 6   |     |     |     | 9   | Ret | 8     |
| 19. | Yoshio Fujimoto     |     |     | WD  |     | 7   |     | 7   |     |     | Ret | 8     |
| 25. | José Carlos Macedo  |     | 6   |     |     |     |     |     |     |     |     | 6     |
| 25. | Jorge Bescham       |     |     |     |     |     | 6   |     |     |     |     | 6     |
| 25. | Joe McAndrew        |     |     |     |     |     |     | 6   |     |     |     | 6     |
| 25. | Lasse Lampi         |     |     |     |     |     |     |     | 6   |     |     | 6     |
| 25. | Gianfranco Cunico   |     |     |     | Ret |     |     |     |     | 6   |     | 6     |
| 30. | Jesús Puras         | 9   | 8   |     | 12  |     | Ret | Ret |     | 17  | 15  | 5     |
| 31. | Raphael Sperrer     |     | 7   |     |     |     |     |     |     |     |     | 4     |
| 31. | Karim Hirji         |     |     | 7   |     |     |     |     |     |     |     | 4     |
| 31. | Patrick Bernardini  |     |     |     | 7   |     |     |     |     |     |     | 4     |
| 31. | Thomas Rådström     |     |     |     |     |     |     |     | 7   |     |     | 4     |
| 31. | Gwyndaf Evans       |     |     |     |     |     |     |     |     |     | 7   | 4     |
| 36. | Pierre-Manuel Jenot | 8   |     |     |     |     |     |     |     |     |     | 3     |
| 36. | Sammy Aslam         |     |     | 8   |     |     |     |     |     |     |     | 3     |
| 36. | Jean Ragnotti       | 13  |     |     | 8   |     |     |     |     |     |     | 3     |
| 36. | Aris Vovos          |     |     |     |     | 8   |     |     |     |     |     | 3     |
| 36. | Isolde Holderied    | 15  | 11  |     | 16  |     | 8   |     | 29  | 15  | 16  | 3     |
| 36. | Brian Stokes        |     |     |     |     |     |     | 8   |     |     |     | 3     |
| 36. | Jarmo Kytölehto     |     |     |     |     |     |     |     | 8   |     |     | 3     |
| 36. | Piero Longhi        |     |     |     |     |     |     |     |     | 8   |     | 3     |
| 36. | Jan Habig           |     |     |     |     |     |     |     |     |     | 8   | 3     |
| 45  | Rui Madeira         |     | 9   |     |     |     |     |     |     |     |     | 2     |
| 45  | Rob Hellier         |     |     | 9   |     |     |     |     |     |     |     | 2     |
| 45  | Serge Jordan        | Ret |     |     | 9   |     |     |     |     |     |     | 2     |
| 45  | Emil Triner         |     | 12  |     |     | 9   |     |     | 19  | 18  | 22  | 2     |
| 45  | Gabriel Raies       |     |     |     |     |     | 9   |     |     |     |     | 2     |
| 45  | Ed Ordynski         |     |     |     |     |     |     | 9   |     |     |     | 2     |
| 45  | Pavel Sibera        | 20  | 10  |     |     | 10  |     |     | 18  | Ret | 19  | 2     |
| 52. | Azar Anwar          |     |     | 10  |     |     |     |     |     |     |     | 1     |
| 52. | Marco Massarotto    |     |     |     | 10  |     |     |     |     |     |     | 1     |
| 52. | Gustavo Ramonda     |     |     |     |     |     | 10  |     |     |     |     | 1     |
| 52. | Kiyoshi Inoue       |     |     |     |     |     |     | 10  |     |     |     | 1     |
| 52. | Olli Harkki         |     |     |     |     |     |     |     | 10  |     |     | 1     |
| 52. | Jorge Bica          |     | Ret |     |     |     |     |     |     | 10  |     | 1     |
| 52. | Grégoire De Mévius  |     | Ret |     |     | Ret |     |     | 14  | Ret | 10  | 1     |

### Campeonato de Constructores
| N.º | Constructor | MON | POR | KEN | FRA | GRE | ARG | NZL   | FIN | ITA | GB  | Total |
| --- | ----------- | --- | --- | --- | --- | --- | --- | ----- | --- | --- | --- | ----- |
| 1.  | Toyota      | 2   | 1   | 1   | 1   | (3) | 1   | 2     | 2   | 1   | (2) | 151   |
| 2.  | Subaru      | 3   | (4) | (4) | 2   | 1   | 2   | 1     | 3   | 2   | 1   | 140   |
| 3.  | Ford        | 1   | 3   |     | 5   | 5   | 3   | (Ret) | 1   | 3   | 3   | 116   |
| NC  | Mitsubishi  | 10  |     |     |     | 17  |     | 14    |     |     |     | 41    |

### Campeonato de Producción
| Pos | Piloto              | Puntos |
| --- | ------------------- | ------ |
| 1   | Jesús Puras         | 50     |
| 2   | Isolde Holderied    | 42     |
| 3   | Jorge Recalde       | 27     |
| 4   | Pierre-Manuel Jenot | 13     |
| 4   | Patrick Njiru       | 13     |
| 4   | Carlos Menem, Jr    | 13     |
| 4   | Ed Ordynski         | 13     |
| 4   | Jarmo Kytölehto     | 13     |
| 4   | Jonny Milner        | 13     |

- Referencias[1]